# Enalcyonium sympodii
Enalcyonium sympodii is een eenoogkreeftjessoort uit de familie van de Lamippidae. De wetenschappelijke naam van de soort is voor het eerst geldig gepubliceerd in 1910 door Zulueta.